# Wilhelm Wien
Pour les articles homonymes, voir Wien.
Wilhelm Carl Werner Otto Fritz Franz Wien (13 janvier 1864 à Fischhausen, province de Prusse - 30 août 1928 à Munich) était un physicien allemand. Il a reçu le prix Nobel de physique de 1911 « pour ses découvertes sur les lois du rayonnement de la chaleur ».

## Biographie
En 1866, le père de Wilhelm Wien venait d'acheter le domaine de Drachenstein à Rastenburg. En 1879, il inscrivit son fils Wilhelm au lycée de Rastenburg mais, les résultats du jeune homme étant catastrophiques, il lui trouva un précepteur et dès l'année suivante, Wilhelm pouvait reprendre les cours au lycée de Kœnigsberg.
De 1882 à 1885, Wilhelm Wien étudia la physique à l'université de Göttingen puis à l'université Frédéric-Guillaume de Berlin. Il prépara sa thèse de doctorat dans le laboratoire d'Hermann von Helmholtz et passa sa soutenance en 1886. Par Helmholtz, il obtint en 1889 un poste d'assistant au Bureau allemand des Poids et Mesures et passa sa thèse d'habilitation en 1892 à Berlin.
Nommé privat-docent de l'École des Mines d'Aix-la-Chapelle en 1896, il obtint en 1899 la chaire de physique de l'Université Justus-Liebig de Gießen mais dès le 15 février 1900, il candidatait pour la succession de  Wilhelm Conrad Röntgen à l'Institut de Physique de l'Université de Wurtzbourg, fut recruté le 1er avril suivant, et là, se lia d'amitié avec Maximilian von Frey. Au cours de l'hiver 1913-14, Wien fut nommé recteur de l'université, avant de devenir membre du conseil d'enseignement de l'établissement en 1916, et représentant d'un parti völkisch formé le 30 juillet 1919 (la « Ligue communautaire allemande »). À la fin de 1919, Wien candidata à l'université Louis-et-Maximilien de Munich, pour y reprendre la succession de Röntgen l'année suivante. 
Wien était très actif dans l'animation de séminaires. En 1910, il prit la présidence de l’Association des Savants et Médecins allemands, et en 1920 celle de la Deutsche Physikalische Gesellschaft. Au cours de la Grande guerre, il prit la tête du manifeste des savants pour la défense des intérêts de l'Empire allemand et la lutte contre l'hégémonie de l'anglais dans la recherche scientifique ; pourtant, dès l'année suivante, il prit ses distances avec la radicalité de son collègue Philipp Lenard, qui allait mener au programme nationaliste de la Physique allemande : il appuya notamment en 1918 les candidatures d'Albert Einstein et de Lorentz au prix Nobel de Physique.
Wien mourut en 1928 âgé de 64 ans. Il fut inhumé dans le Waldfriedhof de Munich. Son cousin Max Wien fut plus tard l'un des pionniers des micro-ondes. Son fils, Karl Wien (de), devint un alpiniste réputé.

## Œuvre scientifique

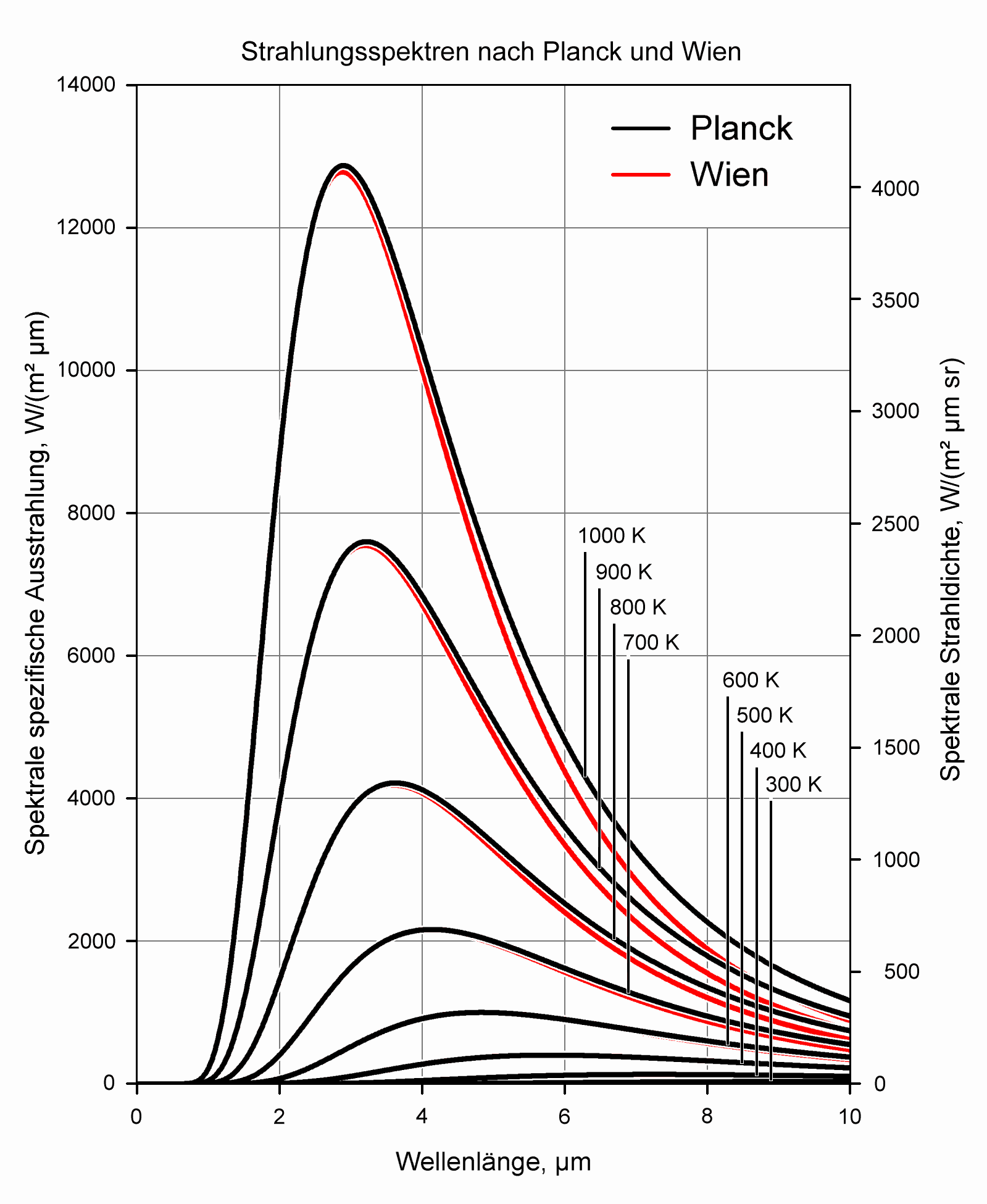
Comparaison des lois de rayonnement du corps noir.

Wien formula au cours de l'hiver 1893-94 la Loi du déplacement de Wien, puis en 1896 décrivit la variation d'intensité du rayonnement thermique du corps noir avec la longueur d'onde (Loi du rayonnement de Wien). Ses recherches sur les rayons canaux (1898) ont jeté les bases de la spectroscopie de masse et il montra que la particule positive appelée proton avait la masse de l'hydrogène ionisé. Se fondant sur les travaux d'Heaviside et de Searle, Wien avança en 1900 l'hypothèse que tous les processus physiques sont de nature électromagnétique, et que la masse d'un corps est reliée à son énergie électromagnétique par la relation {\displaystyle m={\frac {4}{3}}\cdot {\frac {E}{c^{2}}}}, étape décisive dans la formulation de l'équivalence masse-énergie. Partisan éminent de l'électromagnétisme classique, Wien mit toute son énergie à la résolution des paradoxes posés par l'hypothèse de l'éther luminifère, qui l'amenèrent à formuler ses propres équations différentielles pour décrire l'électrodynamique des corps en mouvement (1904) : de ce point de vue, il est l'un des précurseurs de la théorie de la relativité restreinte. 
Wien a obtenu le prix Nobel de physique pour ses recherches sur le rayonnement du corps noir en 1911. Lord Rayleigh déterminera avec James Jeans une formule complémentaire — la loi de Rayleigh-Jeans — ouvrant l'une et l'autre la voie à Max Planck.